# Справи Кепських
Справи Кепських (пол. Świat według Kiepskich, букв. Світ за Кепськими) — польський короткометражний телевізійний серіал режисера Окіла Хамідова. Починаючи від 282 серії режисером був Патрик Йока. Зйомками серіалу займалася компанія АТМ на замовлення телеканалу Polsat. Темою серіалу є висміювання таких вад як егоїзм та лінощі, а також спосіб життя польських родин, для яких притаманні ці риси. Вперше прем’єра серіалу відбулася на польському телебаченні 16 березня 1999 року. Головним героєм серіалу є безробітний мешканець Вроцлава — Фердинанд Кепський, роль якого грає Анджей Грабовський.